# Yerlikavak, Akyaka
Yerlikavak là một xã thuộc huyện Akyaka, tỉnh Kars, Thổ Nhĩ Kỳ. Dân số thời điểm năm 2010 là 601 người.